# Les Graveurs du dix-neuvième siècle
Les Graveurs du dix-neuvième siècle est un dictionnaire biographique écrit par Henri Beraldi. Non illustré[réf. nécessaire] et publié en 12 volumes chez la Librairie Léon Conquet, éditeur à Paris, il rassemble par ordre alphabétique des artistes graveurs ayant exercé au XIXe siècle.